# カラカス
カラカス（スペイン語: Caracas [kaˈɾakas]）は、ベネズエラ・ボリバル共和国の首都である。南米有数の世界都市。1567年スペイン人が町を建設、この谷に住んでいたインディオのカラカス族にちなんで命名。標高 900～1000mの高地に位置するため、低緯度にあるわりに気候は温和。ベネズエラの北部、カリブ海から山を1つ越えた盆地にある。2007年現在の人口は5,174,034人。周辺の衛星都市も含めた大カラカス都市圏の人口ではおおよそ約620万人である。
通常は首都地区リベルタドル市と、ミランダ州のチャカオ市、スクレ市、バルタ市、エルアティジョ市をあわせて言うが、リベルタドル市のみを指してカラカス市と称する場合がある（行政区分の項を参照）。本頁では断りないかぎり、五市からなる大きな単位を指す。
カラカスの都市圏にあるリベルタドル市に、ベネズエラ中央大学のキャンパスを中心にした大学都市という地区がある。現代建築と彫刻が調和しているとされ、2000年に世界遺産に登録された。
2014年、アメリカのシンクタンクが公表したビジネス・人材・文化・政治などを対象とした総合的な世界都市ランキングにおいて、世界第67位の都市と評価されており、南米の都市では第7位である。

## 歴史

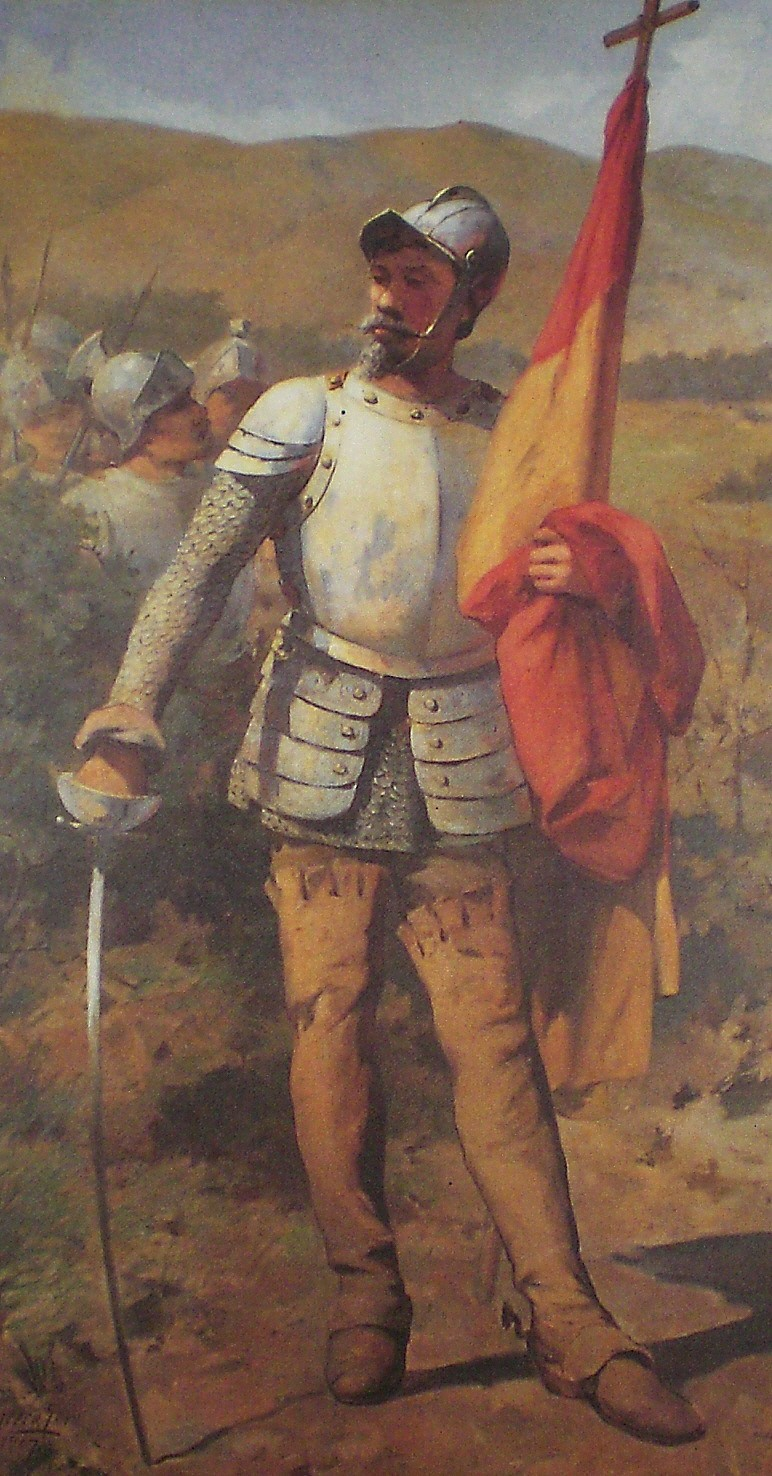
ディエゴ・デ・ロサーダ
(作)アントニオ・エレーラ・トロ

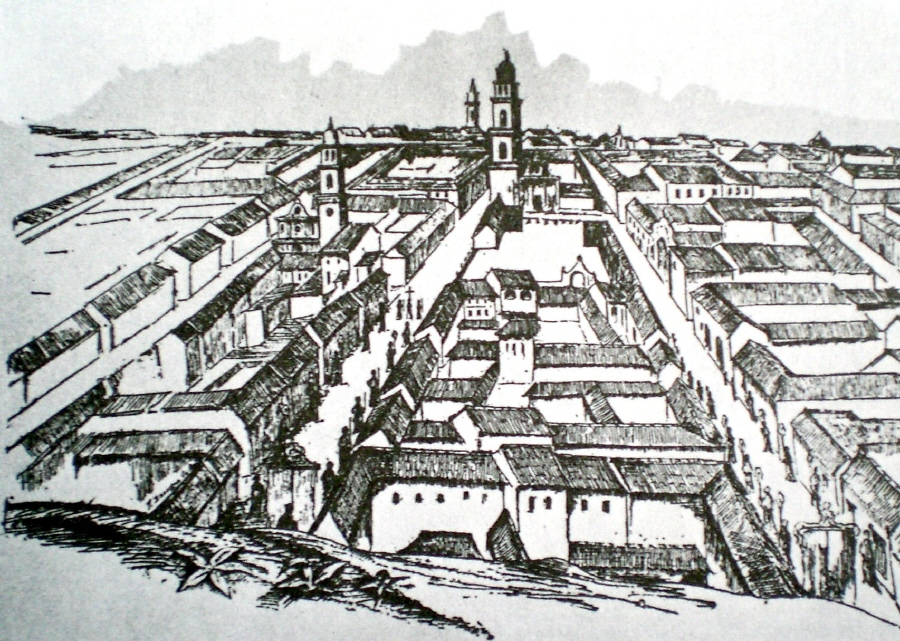
1812年のカラカスの眺望

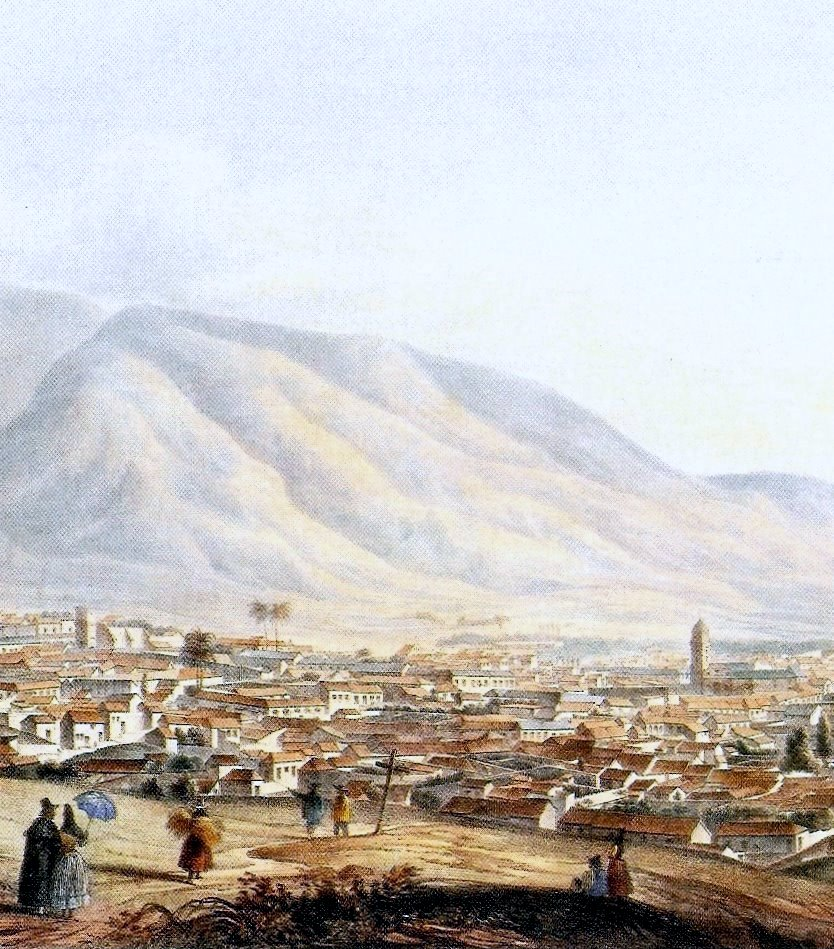
1839年のカラカスの眺望

スペイン人の到達以前のこの地はカリブ系のカラカス族の土地であり、都市は存在しなかった。スペイン人の征服者がこの地を訪れると先住民は頑強に抵抗し、特にテケス族の指導者グアイカイプーロに率いられた軍団は頑強に抵抗を続けたが、1567年にスペイン人の征服者ディエゴ・デ・ロサーダが、先住民との戦争の最中にサンティアゴ・デ・レオン・デ・カラカス (Santiago de León de Caracas) という名でこの街を建設した。カラカスの名は、この地に住んでいたカリブ人の一部族、カラカス人からとられた。
17世紀に入り、先住民の抵抗が排除されるとスペイン植民地時代にカラカスはベネズエラの中心になった。植民地時代のカラカスはイギリス海賊に幾度となく襲撃され、1594年には海賊の放った火で全焼した。その後カラカスの再建は進んだが1641年に地震で再び壊滅し、以降18世紀まで停滞が続いた。
スペインの制海権喪失やユトレヒト条約（1713年）により、ベネズエラとオランダ、イギリスの密輸が横行するようになると、1728年にフェリペ5世はこの密輸を取り締まるために、バスク人商人の資本でカラカス王立ギプスコア会社を設立した。会社にはスペインとの貿易特権が認められ、ベネズエラ経済の拡大の一翼を担う存在となった。1777年にカラカスはヌエバ・グラナダ副王領内のベネズエラ総監領の首府となり、1786年にはイスパニョーラ島のサントドミンゴのアウディエンシアから独立する形でカラカスにアウディエンシアが設立された。1800年にアレクサンダー・フンボルトがカラカスを訪れた際の人口は40,000人から45,000人に達し、市民の半数以上が有色人種だった。1808年には初めて印刷機が導入され、同年ベネズエラ初となる新聞が刊行された。
ベネズエラ独立戦争がはじまると、カラカスは独立闘争の中心地となった。1811年5月5日にスペイン領インディアス植民地で初めて独立宣言を発し、アルゼンチンのブエノスアイレスと共に南米独立運動の先頭に立った。解放者シモン・ボリーバルはカラカスでアメリカ大陸屈指の名家に生まれこの町で独立運動に参加した。地理的にスペインに近いこともあって、カラカスは王党派と共和派の争奪の的となった。さらに戦争中に地震に見舞われ、市街地の2/3を喪失するなど艱難を舐めた。長い死闘の末に1821年にカラボボの戦い (1821年)で解放軍が王党派軍に勝利すると、カラカスは最後の解放を経て正式にベネズエラ第三共和国の首都となり、ヌエバ・グラナダとベネズエラは両国からなるコロンビア共和国（大コロンビア）を発足した。しかし、独立後のコロンビア共和国の首都はヌエバ・グラナダのボゴタに置かれたため、カラカスは繁栄を失った。これに対するカラカス市民の不満がベネズエラ分離の一因となった。1830年にベネズエラはジャネーロの頭目のホセ・アントニオ・パエスの下でコロンビアから分離独立した。
分離後のベネズエラの首都は、一貫してカラカスに置かれた。植民地時代のカラカスには教会以外の公共的建築物が貧弱だったが、19世紀半ばにアントニオ・グスマン・ブランコ大統領のもとで首都として整備された。フランスとアメリカ合衆国の文化に憧れていたブランコはカラカスをパリのように改造することを望み、当時ベネズエラの主産業だったコーヒー産業の利益がカラカスに投下され、イギリス資本によって市街電車や鉄道が整備された。1899年に始まるシプリアーノ・カストロの時代にアレハンドロ・チャタイングの手によって美術館や劇場が整備された。
植民地時代から19世紀までカラカスの市街部の面積はほとんど変わらなかったが、20世紀に入って人口が著しく増加しはじめた。1917年にマラカイボ湖で石油が採掘されるようになると、石油収入がマラカイボとカラカスに重点的に投資されるようになった。特に1930年代後半以降石油収入による工業化政策が進むと、カラカスはベネズエラの工業センターとなり、国内移民の流入が進んだ。1950年代以降この政策はさらに進展し、カラカスはアメリカ合衆国の大都市を模した現代的なビルが立ち並ぶ街に変貌していった。都市化とそれに伴う人口流入が進むと共に都市の周りの山々にランチョと呼ばれるスラムが形成され、治安は著しく悪化した。1983年にはフランスの技術によってカラカス地下鉄が開通した。
1989年にランチョの住人の公共料金の値上げへの抗議から暴動が勃発し、軍隊の発砲によって700人以上の死傷者を出した（カラカス暴動、カラカソ）。 
21世紀初めまでに盆地の全域を市街が覆い、周辺の丘陵部まで宅地になっている。
2010年代に入ると、政治的混乱から市内における治安の悪化（後述）やスーパーマーケットに品物が並ばないなど生活環境が悪化している様子が伝えられている。

## 政治

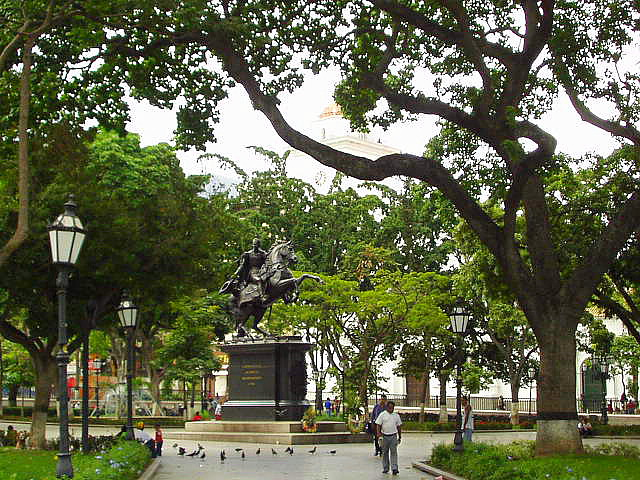
ボリーバル広場

### 行政区分
2004年現在のベネズエラに、行政上の正式名称としての「カラカス市」は存在しない。しかし通称としてカラカス市を名乗りうる存在が二つある。リベルタドル市とカラカス大都市地区である。

#### 首都地区リベルタドル市
首都地区 (Distrito Capital) は州と同格に位置づけられる地理区分である。かつて連邦地区と呼ばれ、2000年に改称した。連邦地区はかつてカラカスの北の沿岸地区まで含んでいたが、1990年代に沿岸部がバルガス州として分離した。首都地区そのものを管轄する自治体はなく、地区の唯一の市としてリベルタドル市がある。市域はカラカス盆地の西半分を占め、国政の中枢機関が置かれている。こうしたことと歴史的中心としての経緯から、リベルタドル市役所と市長は「カラカス市役所 (Alcaldía de Caracas)」「カラカス市長 (Alcalde de Caracas)」を称している。

#### カラカス大都市地区
通常、カラカスという場合には、首都地区リベルタドル市のほか、ミランダ州の4市を含めた5市を総称する。カラカス大都市地区 (Distrito Metropolitano de Caracas）がこの地域を特別に管轄する。大都市地区の頂点に立つのは一般に「大市長」 (Alcalde Mayor) と呼ばれる。
5市の中では、リベルタドル市が西半分を占めて、面積、人口ともに最大である。チャカオ市はリベルタドル市から見て東隣にあり、面積は狭いが商業、ビジネスの中心地である。スクレ市はさらに東隣の郊外にある。バルタ市はチャカオ市の南、リベルタドル市の東にある。エルアティジョ市は南東にあり、カラカス盆地から外れた丘陵地にある。

### 大市長
フアン・バレート（2004年 - ）。
2000年選出の初代大市長は与党のアルフレド・ペーニャであったが、任期途中で野党に転じ、ウゴ・チャベス政権と敵対した。2004年10月の選挙で与党のフアン・バレートが大市長に当選して奪回した。

### 構成する市
- リベルタドル市
- チャカオ市
- スクレ市
- バルタ市
- エルアティジョ市

## 地理
カラカスの中心は東西に長いカラカス盆地にある。盆地の標高は850メートルから1000メートルほど。市街は盆地に沿って東西に伸び、ついでいくつもの谷に沿って南の内陸へと伸びる。しかしカラカス盆地と付近の谷は、膨張する都市人口を容れるに十分ではなく、周辺の山の斜面から山頂までくまなく住宅地が形成された。ただし、バルガス州に接する北の境には、一般にアビラ山と呼ばれるコスタ山脈の2千メートル超の山脈が連なり、国立公園に指定されて開発が制限されている。アビラ山は盆地の全域で大きな姿を現す。
グアイレ川が南西から入って、盆地を貫流して、南東へと抜ける。周辺の山地、丘陵から流れ出る小川はほとんどがグアイレ川に流れ込む。

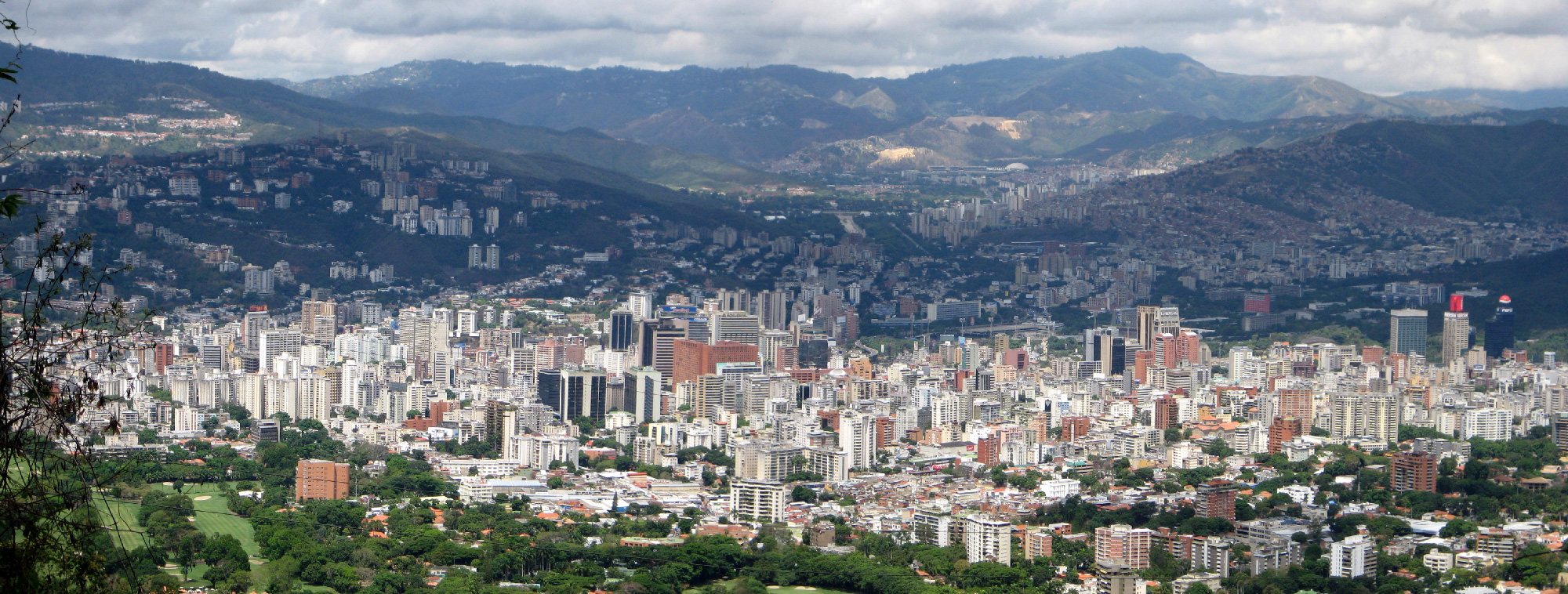
カラカス中心部全景

### 気候

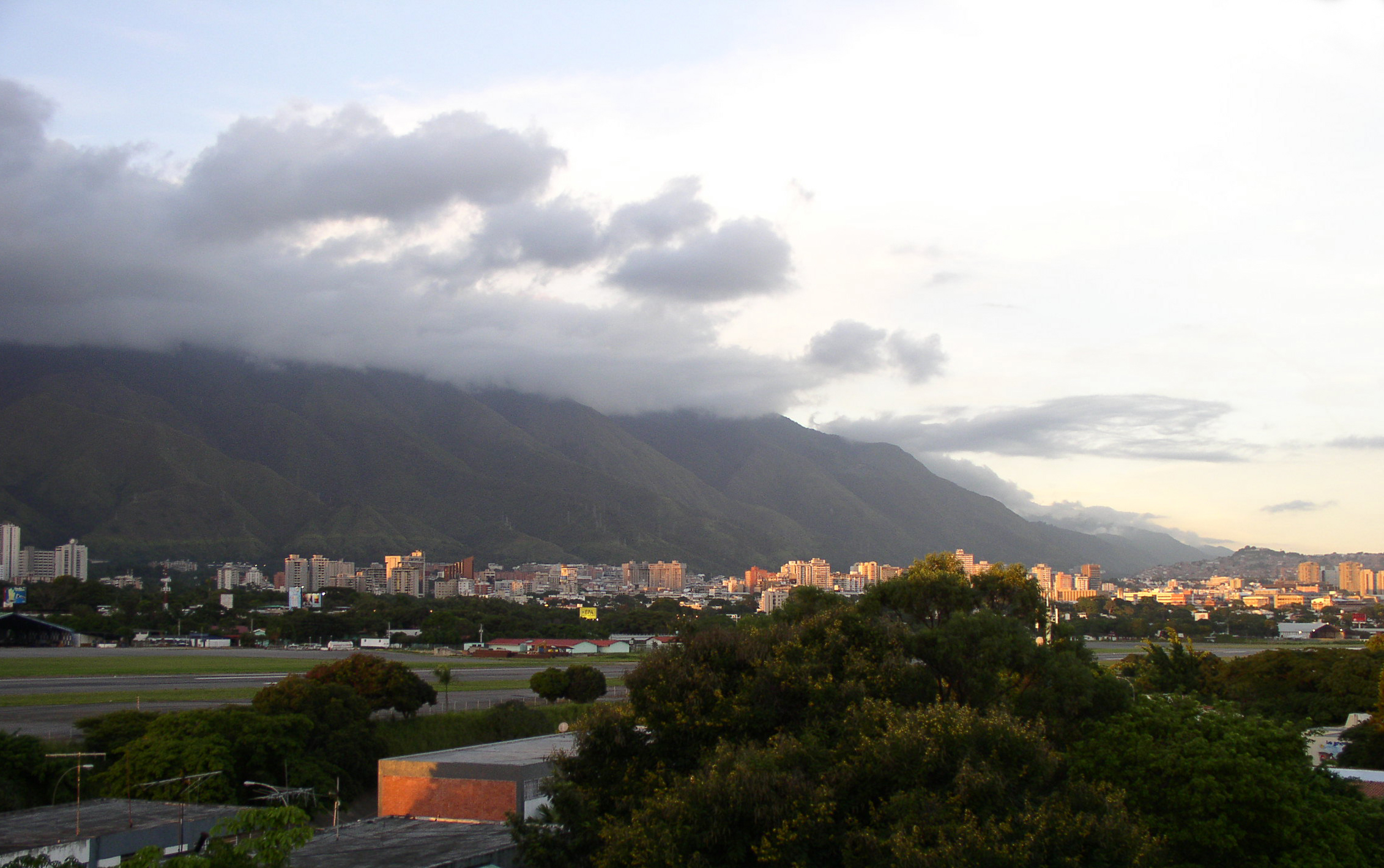
ヘネラリシモ・フランシスコ・デ・ミランダ空軍基地とエル・アビラ国立公園

カラカスは熱帯気候に属し、ケッペンの気候区分ではサバナ気候 (Aw)に分類される。年間降水量は、市内で900から1,300mm、郊外の山地では2,000mmに達するところもある。カラカスは熱帯に位置するが標高が高いため、標高の低い他の熱帯期ほど高くなく、年間平均気温は21.1℃である。最寒月（1月）の平均気温は19.6℃であり、最暖月（5、6月）の平均気温は22.0℃である。月平均気温の年較差は3℃以下と小さくなっている。12月と1月は濃霧が頻繁に発生し、加えて急激な夜間の気温降下があり、8℃程度まで下がる。この独特の天気はカラカスの住民にはパチェーコとして知られている。加えて、一年を通して夜間気温は日中の最高気温に比べてかなり低く、通常14〜20℃の範囲であり、24℃まで下がらない日は少ない。この結果、夜間の気温は快適なものになっている。ひょうの嵐が起こることもあるが、これは珍しい現象である。閉じた渓谷という都市の立地とエル・アビラ山の地形的影響のために雷雨はかなり頻繁に起こり、特に6月から10月に発生する。
| カラカス (1970–1998)の気候                                                                                 | カラカス (1970–1998)の気候 | カラカス (1970–1998)の気候 | カラカス (1970–1998)の気候 | カラカス (1970–1998)の気候 | カラカス (1970–1998)の気候 | カラカス (1970–1998)の気候 | カラカス (1970–1998)の気候 | カラカス (1970–1998)の気候 | カラカス (1970–1998)の気候 | カラカス (1970–1998)の気候 | カラカス (1970–1998)の気候 | カラカス (1970–1998)の気候 | カラカス (1970–1998)の気候 |
| 月 | 1月                        | 2月                        | 3月                        | 4月                        | 5月                        | 6月                        | 7月                        | 8月                        | 9月                        | 10月                       | 11月                       | 12月                       | 年                         |
| --- | -------------------------- | -------------------------- | -------------------------- | -------------------------- | -------------------------- | -------------------------- | -------------------------- | -------------------------- | -------------------------- | -------------------------- | -------------------------- | -------------------------- | -------------------------- |
| 最高気温記録 °C （°F）                                                                                     | 31.9 (89.4)                | 34.1 (93.4)                | 35.3 (95.5)                | 33.5 (92.3)                | 34.4 (93.9)                | 32.8 (91)                  | 33.6 (92.5)                | 31.5 (88.7)                | 32.2 (90)                  | 31.4 (88.5)                | 31.2 (88.2)                | 30.8 (87.4)                | 35.3 (95.5)                |
| 平均最高気温 °C （°F）                                                                                     | 23.3 (73.9)                | 23.6 (74.5)                | 24.3 (75.7)                | 25.0 (77)                  | 25.8 (78.4)                | 26.0 (78.8)                | 25.5 (77.9)                | 25.8 (78.4)                | 25.5 (77.9)                | 25.2 (77.4)                | 24.6 (76.3)                | 23.8 (74.8)                | 24.9 (76.8)                |
| 日平均気温 °C （°F）                                                                                       | 19.6 (67.3)                | 19.7 (67.5)                | 20.2 (68.4)                | 21.2 (70.2)                | 22.0 (71.6)                | 22.0 (71.6)                | 21.7 (71.1)                | 21.9 (71.4)                | 21.9 (71.4)                | 21.8 (71.2)                | 21.3 (70.3)                | 20.2 (68.4)                | 21.1 (70)                  |
| 平均最低気温 °C （°F）                                                                                     | 15.9 (60.6)                | 15.8 (60.4)                | 16.0 (60.8)                | 17.5 (63.5)                | 18.2 (64.8)                | 18.1 (64.6)                | 17.9 (64.2)                | 18.1 (64.6)                | 18.3 (64.9)                | 18.4 (65.1)                | 18.0 (64.4)                | 16.5 (61.7)                | 17.4 (63.3)                |
| 最低気温記録 °C （°F）                                                                                     | 10.0 (50)                  | 10.9 (51.6)                | 11.4 (52.5)                | 12.5 (54.5)                | 13.1 (55.6)                | 14.9 (58.8)                | 14.1 (57.4)                | 14.3 (57.7)                | 15.5 (59.9)                | 13.1 (55.6)                | 11.9 (53.4)                | 10.0 (50)                  | 10.0 (50)                  |
| 雨量 mm （inch）                                                                                           | 15.3 (0.602)               | 13.2 (0.52)                | 11.4 (0.449)               | 59.2 (2.331)               | 81.7 (3.217)               | 134.1 (5.28)               | 118.4 (4.661)              | 123.8 (4.874)              | 115.4 (4.543)              | 126.3 (4.972)              | 72.6 (2.858)               | 41.4 (1.63)                | 912.8 (35.937)             |
| 平均降雨日数 （≥1.0 mm）                                                                                   | 6                          | 4                          | 3                          | 7                          | 13                         | 19                         | 19                         | 18                         | 15                         | 15                         | 13                         | 10                         | 142                        |
| % 湿度 | 73.7                       | 74.2                       | 73.0                       | 76.3                       | 75.4                       | 75.1                       | 74.1                       | 74.0                       | 74.9                       | 74.7                       | 73.7                       | 74.7                       | 74.5                       |
| 平均月間日照時間                                                                                           | 229.4                      | 217.5                      | 235.6                      | 183.0                      | 182.9                      | 183.0                      | 210.8                      | 217.0                      | 213.0                      | 210.8                      | 210.0                      | 213.9                      | 2,506.9                    |
| 出典1：Instituto Nacional de Meteorología e Hidrología (INAMEH)                                            |                            |                            |                            |                            |                            |                            |                            |                            |                            |                            |                            |                            |                            |
| 出典2：World Meteorological Organization (rainfall data), Hong Kong Observatory (sun only), NOAA(extremes) |                            |                            |                            |                            |                            |                            |                            |                            |                            |                            |                            |                            |                            |

## 交通

### 鉄道

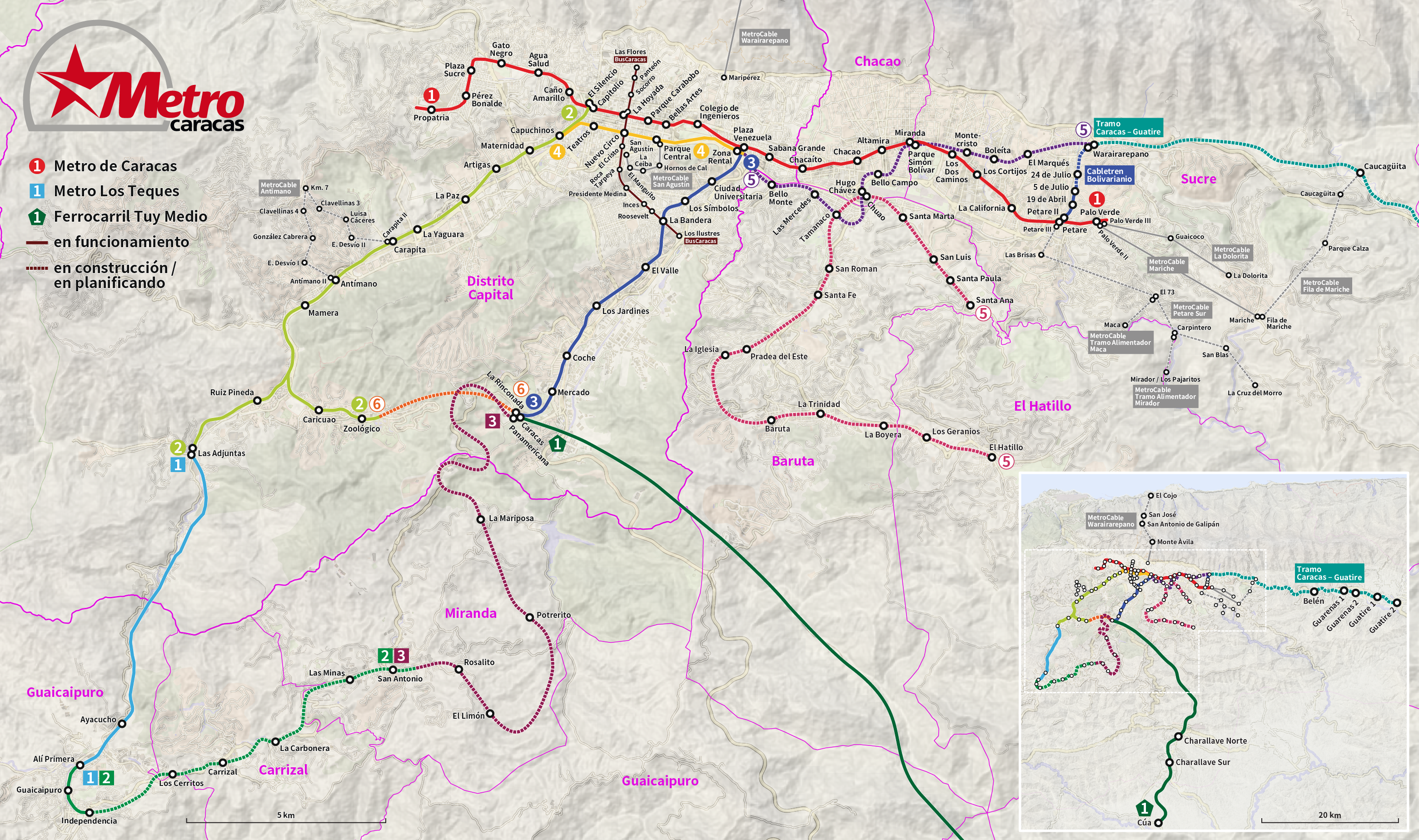
カラカス鉄道鉄路線図

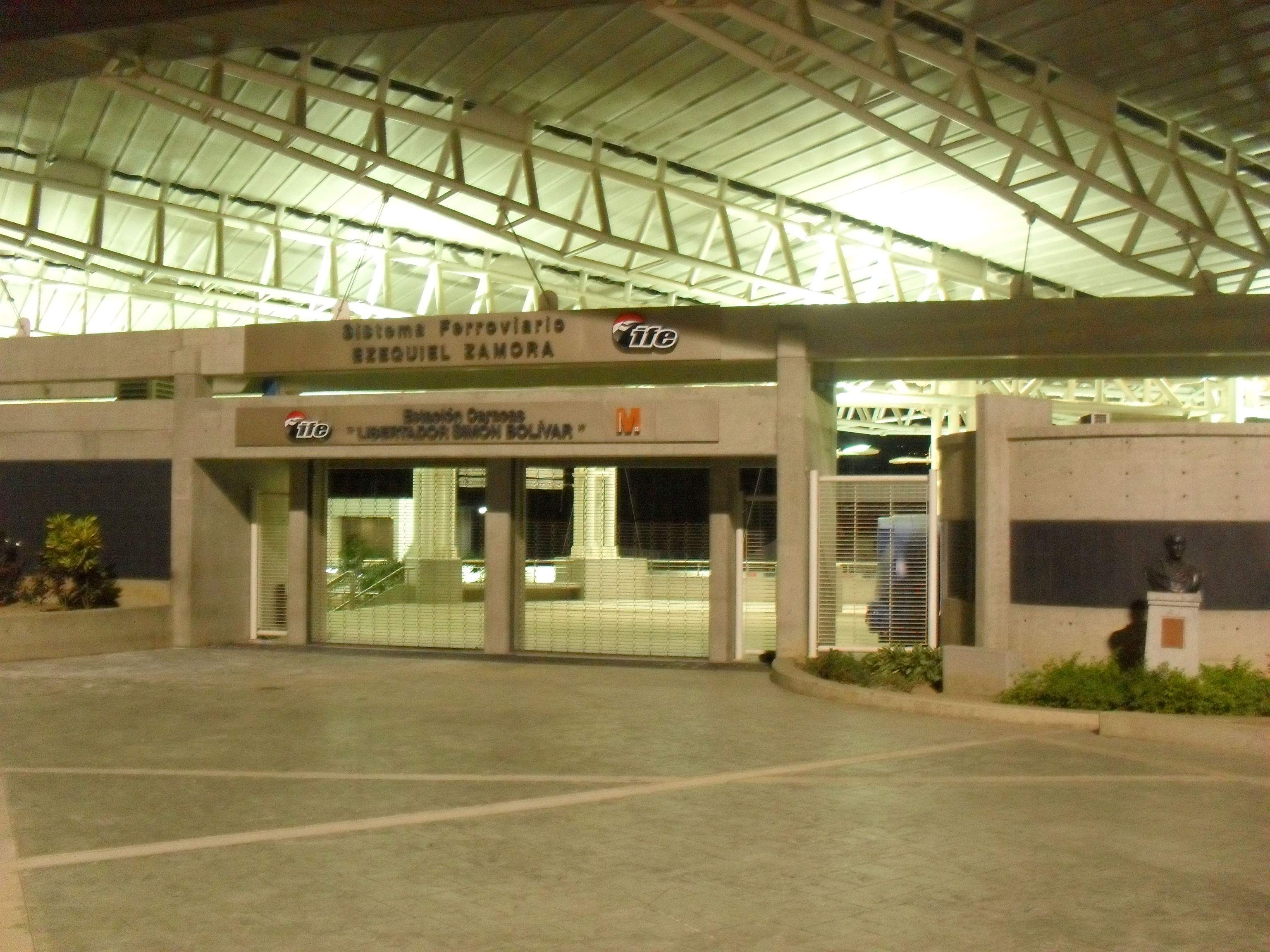
カラカスの鉄道駅の拠点となるシモン・ボリバル解放駅

市内交通機関としてカラカス地下鉄がある。市内と郊外を結ぶロステケス鉄道やベネズエラ国鉄による近郊列車の近郊のクアまでの路線、さらに新交通システムのカブレトレン・ボリバリアノも開通。グアレナス-グアティレ鉄道の建設も進められており、近年、鉄道網の拡張が急ピッチで行われている。
ベネズエラ国鉄のシモン・ボリバル解放駅 がカラカスの鉄道駅となっており、すでに運行されている近郊列車の他、将来的には地方都市との間を結ぶ長距離旅客路線の運行開始も予定されている。

### 空港
最寄りの空港は、バルガス州バルガス市にあるシモン・ボリーバル国際空港である。空港は大西洋に面しており、カラカスには間を隔てる山脈を抜けて行く。
- シモン・ボリーバル国際空港

### バス

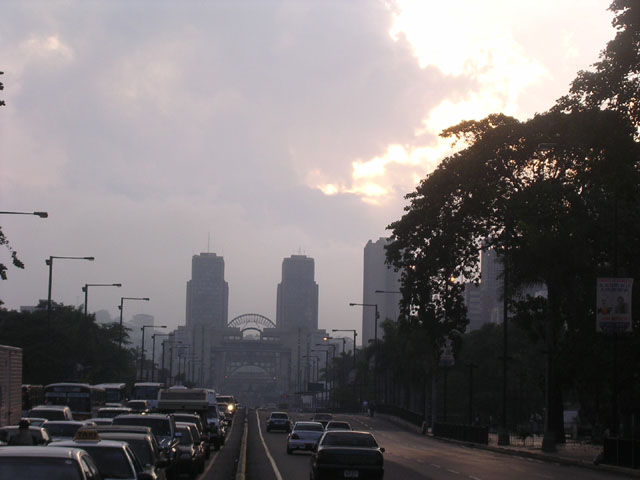
ボリーバル通りの渋滞

市内の交通のために、ルートとバス停を固定し公表した大型のメトロバスと、バスの窓に行き先を掲げて走る大小の民間バスがある。市内数か所のバスターミナルで長距離バスが発着する。

### ロープウェイ
高低差の激しいカラカスにはロープウェイ・ゴンドラが各地に建設されている。メトロケーブル、Metrocable la Dolorita、Metrocable el Junquito、テレフェリコ・デ・カラカスがある。

## 高等教育機関

### ベネズエラ中央大学

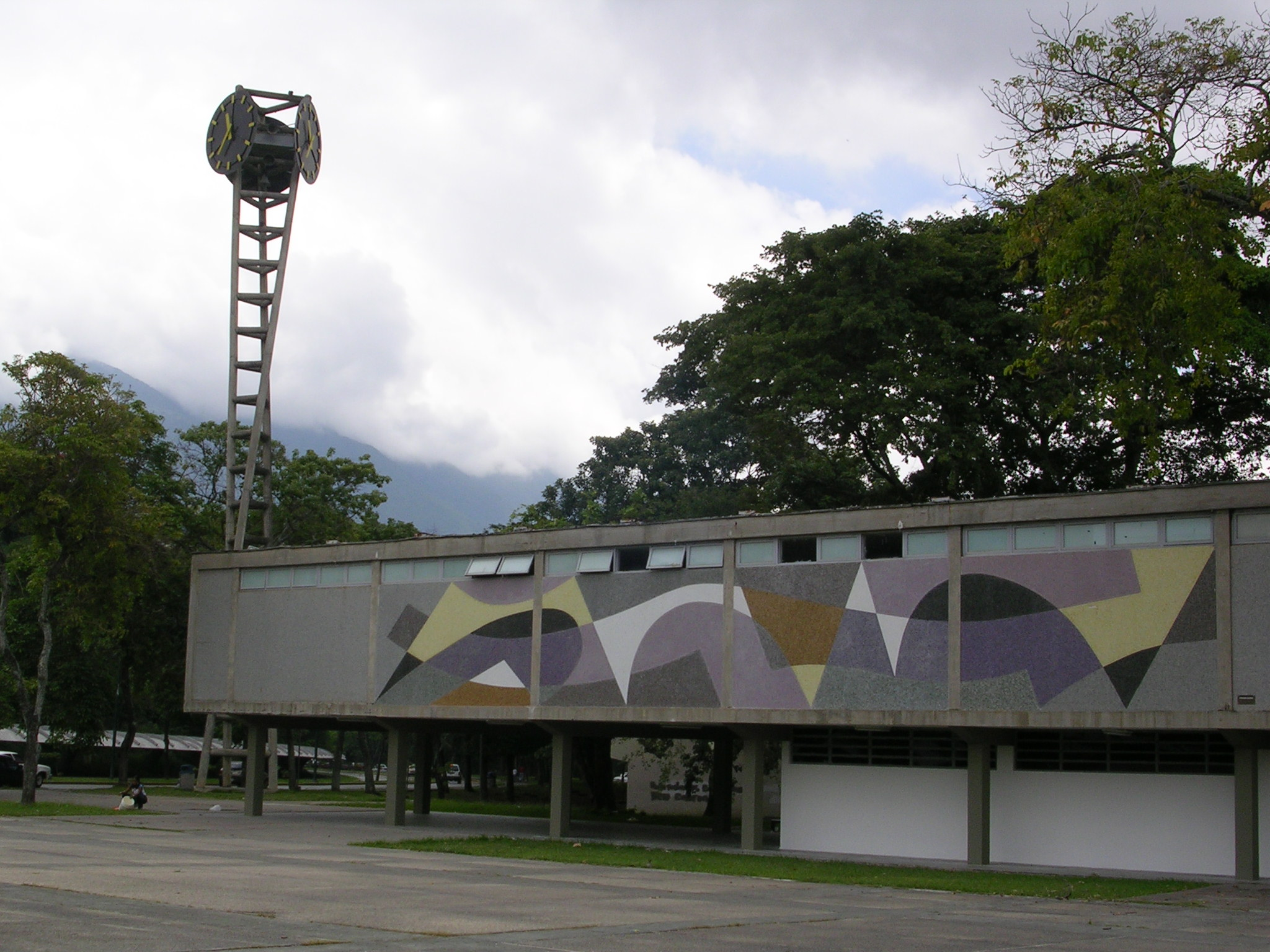
ベネズエラ中央大学

(スペイン語: Universidad Central de Venezuela)とはカラカスに位置するベネズエラ第一の公立大学である。1721年に設立されたベネズエラ最古の大学であり、ラテンアメリカで最も早い時期に設立された大学の一つである。大学のキャンパスは建築家のカルロス・ラウル・ビジャヌエバによって設計され、ユネスコによって2000年に世界遺産に登録された。カラカスの大学都市として主なキャンパスはまた知られており、建築と都市計画の傑作とみなされ、ユネスコによって登録された20世紀に設計された唯一の大学キャンパスである。

### シモン・ボリーバル大学
(スペイン語: Universidad Simón Bolívar ）もしくはUSBはベネズエラのカラカスに位置する公的施設であり、科学的かつ技術的な指導を行う。標語は"La Universidad de la Excelencia"（優秀の大学）である。国民的にもグローバルにも、シモン・ボリーバル大学は化学的、技術的経歴において特に高い評判の学校としてよく知られている。卒業生は世界でも最高の専門的水準に達していると知られている。

### その他の大学
- アンドレス・ベージョ・カトリカ大学
- メトロポリターナ大学
- 国立シモン・ロドリゲス実験大学
- サンタマリア大学
- ホセ・マリア・バルガス大学
- モンテアビラ大学
- ヌエバ・エスパルタ大学
- アントニオ・ホセ・デ・スクレ・ポリテクニーカ実験大学
- リベルタドール実験教育大学
- アレハンドロ・デ・ウンボルド大学
- ボリバリアーナ・デ・ベネズエラ大学

## 治安
カラカスの治安は非常に悪く、人口当たりの殺人事件発生率は東京の100倍を超える。2008年は10万人当たりの殺人事件発生率が130人となり世界最悪、2012年でも10万人当たり119人と世界3位の数字を記録している。

## 文化

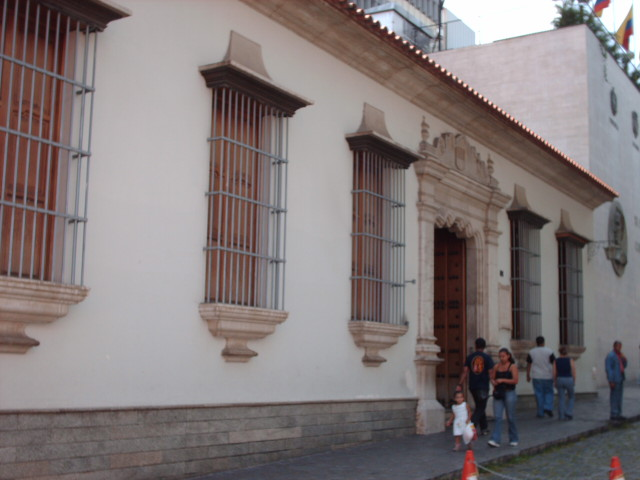
カラカス・ボリバリアーナ博物館

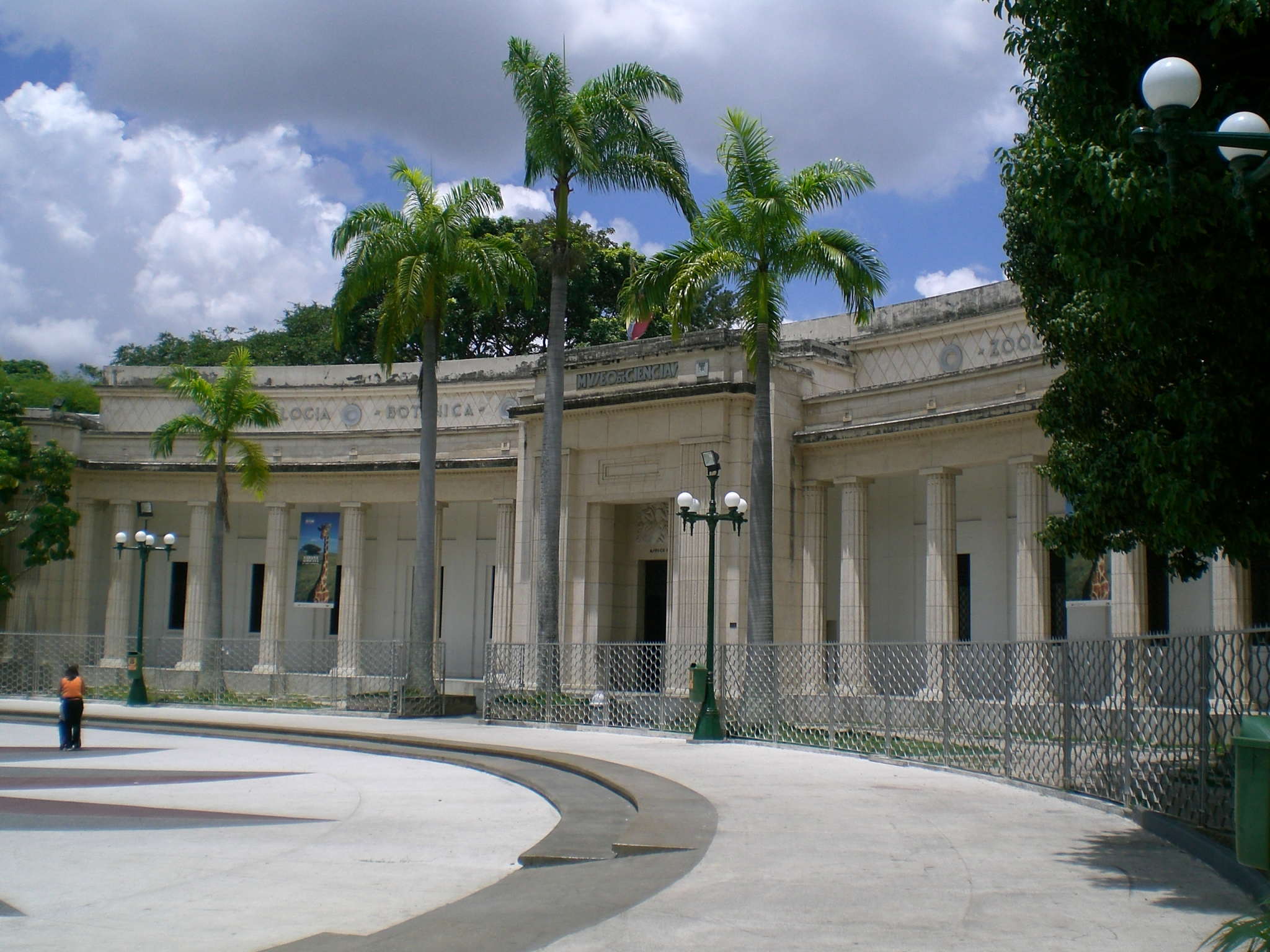
科学博物館

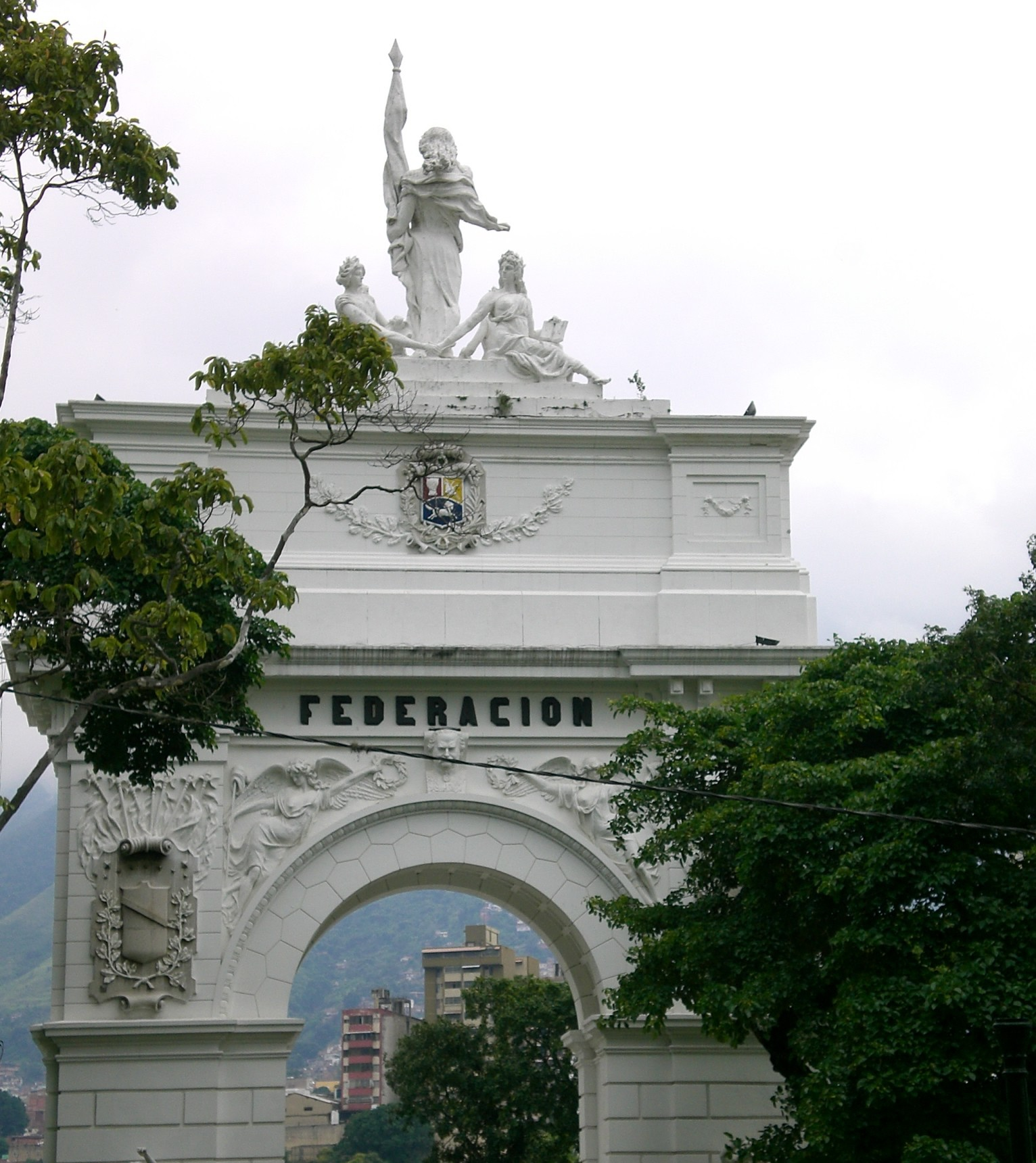
連邦門

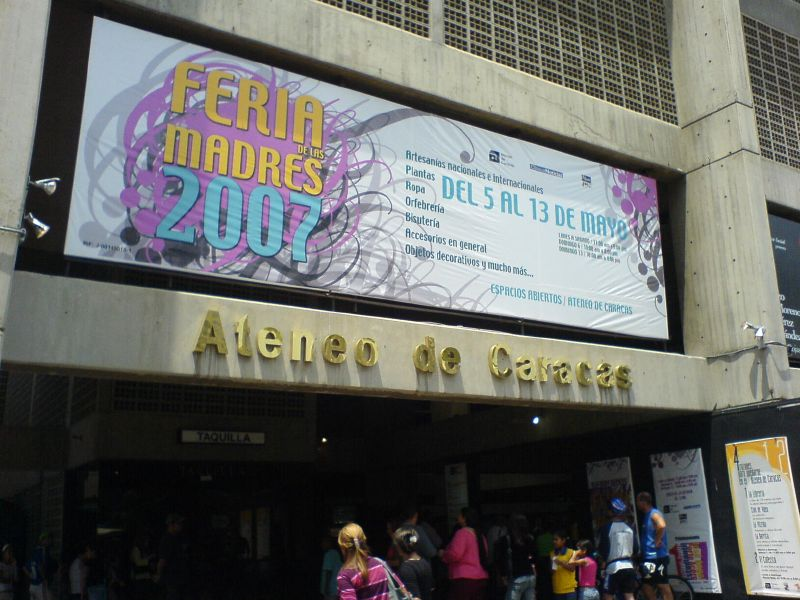
カラカス・アテネウム

カラカスはベネズエラの文化的首都であり、複数のレストラン、劇場、博物館、ショッピングセンターを誇っている。市はこれらにまた限定されるわけではないが、スペイン、イタリア、ポルトガル、中東、ドイツ、中国、ラテンアメリカ諸国と列挙される移民の故郷でもある。カラカスはラテンアメリカで最も危険な街の一つであるという評価がある。    

### 博物館、図書館、文化的中心
カラカスはその辿った歴史を通じて偉大な文化的熱望を抱えた都市である。古いアテネウムのような施設はこの意識の証拠となるものである。国立図書館は大量の蔵書を持ち、ベネズエラの発見と独立について十分な書誌情報を学生に提供している。 コロニアル・アート博物館は独立以前の時代の万年筆、家具、コロニアル庭園、その他といった興味深いベネズエラン・アートの展示を行う。ファイン・アート博物館は先コロンブス期の陶器など考古学的発見の好例を保持している。
1974年からカラカスは現代美術館を保持しており、現代美術の最も重要な傾向に相当する作品を含み、1982年から、カラカス児童博物館が加わり、私設運営博物館財団によって児童に科学、技術、文化、芸術を教授している。国立科学博物館は原始的土着文化からの考古学的な遺物の豊富な収蔵品を所蔵し、これらの収蔵品とその他のそれほど重要ではないギャラリー（ラウル・サンタナ・クレオール博物館、交通博物館、貨幣博物館、ボリバリアーナ博物館、ハコボ・ボルヘス博物館、カルロス・クルス＝ディエス博物館、アレハンドロ・オテーロ博物館、宗教博物館、etc）により、カラカスの文化的熱望は十分に明白である。

### 食事
カラカスは移民の影響による豊かな美食の財産を抱えており、幅広い地域料理や国際料理の選択を導いている。フランス料理、イタリア料理、スペイン料理、インド料理、中華料理、日本料理、メキシコ料理を含んだ多くの種類の国際的なレストランが存在する。ラ・カンデラリア地区はスペインレストランによって有名であり、20世紀半ばに多くのガリシア人とカナリア諸島人の移民がこの地区に来たことによる。典型的な料理としてはパベリオン・クリオージョ、エンパナーダ、アレパ、アジャーカ、ブラック・ローストビーフ、チキンサラダなどが挙げられる。チチャ、グアラポ、カラート、ティサーナ（フルーツと飲み物を混ぜたもの）が典型的な飲み物である。

## スポーツ

### サッカー
ベネズエラのプロサッカーリーグであるプリメーラ・ディビシオンに所属する、カラカスFCがカラカスを本拠地としている。クラブはリーグ最多優勝を数え、国内屈指の名門クラブとして知られる。元ベネズエラ代表のフアン・アランゴも2000年に在籍していた。

## 著名な出身者

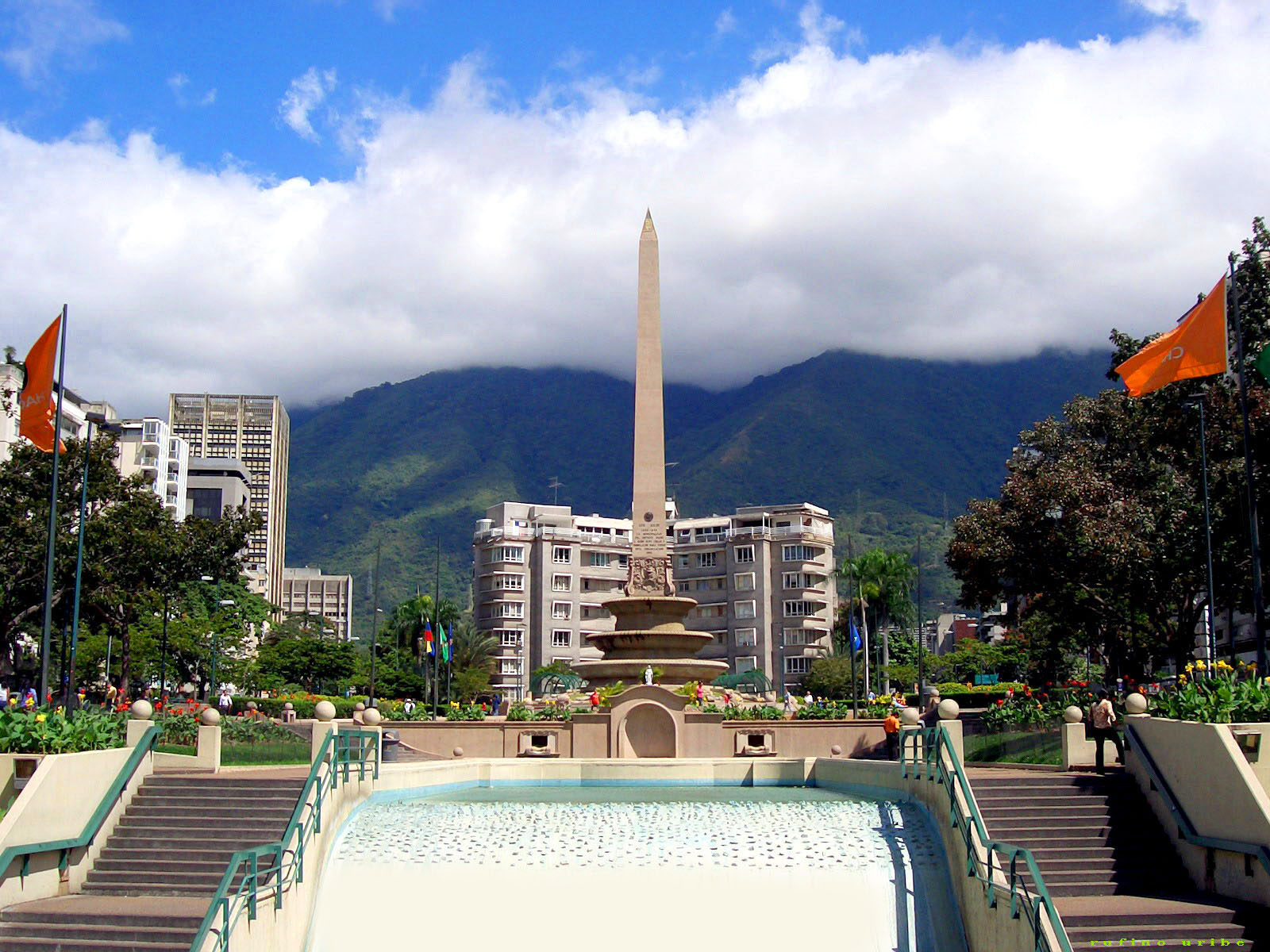
チャカオ・ムニシパリティのフランシア広場

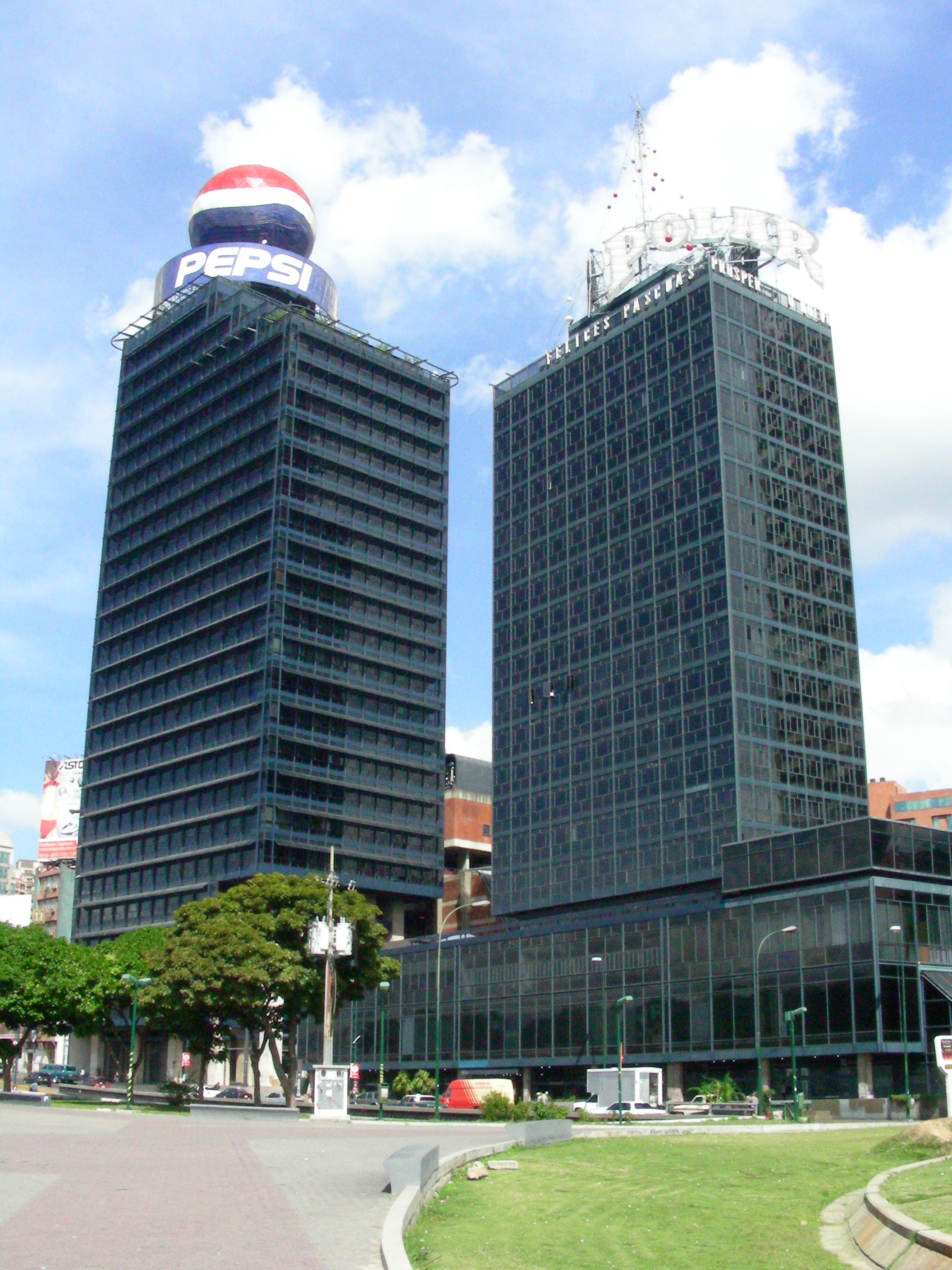
ベネスエラ広場のポラール塔

カラカスは特筆されるべき歴史や文化を形作った、多くの国の政治家と芸術家の生地となった。
- シモン・ボリーバル
- シモン・ロドリゲス
- アンドレス・ベージョ
- フランシスコ・デ・ミランダ
- マヌエル・ブルム
- ルイサ・カセレス・デ・アリスメンディ
- テレサ・カレーニョ
- ロムロ・ガジェーゴス
- カルロス・クルス＝ディアス
- ペドロ・グアル・エスカドン
- アントニオ・グスマン・ブランコ
- アルマンド・レベロン
- マルティン・トバール・イ・トバール
- アルトゥーロ・ウスラール・ピエトリ
- ホセ・アンヘル・ラマス
- フアン・アントニオ・ペレス・ボナルデ
- フアン・バウティスタ・プラサ
- フアン・ビセンテ・トレアルバ
- アキレス・ナソア
- アルフレド・サデル
- アンドレス・ガララーガ
- マグリオ・オルドニェス
- ダヤナ・メンドーサ
- ボビー・マルカーノ
- オマー・ビスケル
- フランシスコ・ロドリゲス
- アレックス・ラミレス
- セシリア・トッド
- ガルビネ・ムグルサ
- アーロム・バルディリス
- オスカー・メレンデス
- ホセ・マヌエル・レイ
- ルイス・バジェニージャ
- アンドレス・トゥニェス
- アレクサンデル・ダビド・ゴンサレス
- ホセ・サロモン・ロンドン
- ダニ・エルナンデス
- ニコラス・フェドール
- ロベルト・ロサレス
- オスワルド・ビスカロンド
- フアン・パブロ・アニョル
- ルイス・ルイス
- ジョンデル・カディス
- ウイルケル・ファリニェス
- グレイヴィス・ヴァスケス
- マティアス・ラカバ

## 姉妹都市
| - テヘラン、イラン - サンフランシスコ、アメリカ合衆国 - イスタンブール、トルコ - マドリード、スペイン - ダマスカス、シリア - マナグア、ニカラグア - ハバナ、キューバ - クルージュ＝ナポカ、ルーマニア - エカテペック、メキシコ - リオデジャネイロ、ブラジル | - ミンスク、 ベラルーシ - モスクワ、 ロシア - ナヴィ・ムンバイ、 インド - ニューオーリンズ、 アメリカ合衆国 - ケソン、フィリピン - サントドミンゴ、 ドミニカ共和国 - サンパウロ、ブラジル - ソウル、大韓民国 - ボゴタ、コロンビア - コチャバンバ、ボリビア |